# هيلاري هان
هيلاري هان (بالإنجليزية: Hilary Hahn) وهي عازفة كمان أمريكية ولدت في يوم 27 نوفمبر 1979 في بلدة كسينغتون في الولايات المتحدة، تعزف هان الكلاسيك وقد نالت عدة جوائز في عملها وقد عملت مع عازفين شهيرين مثل إدغار ماير وجينيفر هيغدون.

## روابط خارجية
- هيلاري هان على موقع IMDb (الإنجليزية)
- هيلاري هان على موقع الموسوعة البريطانية (الإنجليزية)
- هيلاري هان على موقع مونزينجر (الألمانية)
- هيلاري هان على موقع ميوزك برينز (الإنجليزية)
- هيلاري هان على موقع أول ميوزيك (الإنجليزية)
- هيلاري هان على موقع ديسكوغز (الإنجليزية)